# Rotterdamse Schouwburg
Rotterdamse Schouwburg är en teater i Rotterdam i Nederländerna. Teatern har inhysts i flera olika byggnader under årens lopp. Teatern invigdes 1773, och dess nuvarande byggnad är från 1988. 

## Historik
Den första teaterbyggnaden som inhyste Rotterdamse Schouwburg byggdes 1773 på Coolsingel av snickaren Ebbenhorst från Amsterdam på uppdrag av stadens teaterkommissionärer under Jan Punt. Byggnaden renoverades 1846. 
Byggnaden ersattes 1852-1853 av en ny teaterbyggnad i sten designad av arkitekten A.W. van Dam. Detta hus renoverades 1874. Efter detta kallades den ofta Nieuwe Schouwburg, Rotterdam eller Nieuwe Rotterdamsche Schouwburg. 
En tredje teaterbyggnad uppfördes år 1887. Den tredje byggnaden förstördes i bombningen av Rotterdam år 1940. 
En fjärde byggnad uppfördes 1947. År 1984 beslöts att ersätta byggnaden med en ny på samma plats. Den nya byggnaden, ritad av Wim Quist, invigdes 1988 och är teaterns nuvarande byggnad. 